# Tilletia narasimhanii
Tilletia narasimhanii är en svampart som beskrevs av Thirum. & Safeeulla 1951. Tilletia narasimhanii ingår i släktet Tilletia och familjen Tilletiaceae.   Inga underarter finns listade i Catalogue of Life.